# Black Velvet Pantsuit
Black Velvet Pantsuit es una película del género fantasía de 1995, dirigida por William Butler, que a su vez la escribió, a cargo de la producción estuvieron Kate Hodge, Greg Nicotero y Richard Rubin, los protagonistas son Penny Hamilton, Mark Nassar y Leslie Jordan, entre otros. El filme fue realizado por Hodge Podge Productions, se estrenó el 8 de julio de 1995.

## Sinopsis
La realidad de una mujer terriblemente deprimida cambia totalmente cuando adquiere un traje de terciopelo negro mágico.